# Залавье (Дубенский район)
Залавье (укр. Залав'я) — село в Острожецкой сельской общине Дубенского района Ровненской области Украины.
До 2020 года входило в Млиновский район.
Население по переписи 2001 года составляло 608 человек. Почтовый индекс — 35113. Телефонный код — 3659. Код КОАТУУ — 5623885802.